# 小行星10961
小行星10961（10961 Buysballot）是一颗绕太阳运转的小行星，为主小行星带小行星。该小行星于1960年9月24日发现。

## 轨道参数
小行星10961的轨道半长轴为2.2170745 UA，离心率为0.126。